# WTA Challenger de Camberra
O WTA Challenger de Camberra – ou Workday Canberra International, atualmente – é um torneio de tênis profissional feminino, de nível WTA 125.
Realizado em Camberra, no sudeste da Austrália, estreou em 2024. Os jogos são disputados em quadras duras durante o mês de janeiro.

## Finais

### Simples
| Ano  | Campeã              | Vice-campeã  | Resultado |
| ---- | ------------------- | ------------ | --------- |
| 2025 | Aoi Ito             | Wei Sijia    | 6–4, 6–3  |
| 2024 | Nuria Párrizas Díaz | Harriet Dart | 6–4, 6–3  |

### Duplas
| Ano  | Campeãs                            | Vice-campeãs                      | Resultado        |
| ---- | ---------------------------------- | --------------------------------- | ---------------- |
| 2025 | Jaimee Fourlis Petra Hule          | Darja Semeņistaja Nina Stojanović | 7–5, 4–6, [10–6] |
| 2024 | Veronika Erjavec Darja Semeņistaja | Kaylah McPhee Astra Sharma        | 6–2, 6–4         |